# شارون هنت
شارون هنت (بالإنجليزية: Sharon Hunt)‏ (و. 1977 – م) هي فارس (راكب)، ومتسابقة الحدث، من المملكة المتحدة، شاركت في ألعاب أولمبية صيفية 2008، والفروسية في الألعاب الأولمبية الصيفية 2008 - أحداث الفرق ‏.

## روابط خارجية
- شارون هنت على موقع أوليمبيديا (الإنجليزية)
- شارون هنت على موقع اللجنة الأولمبية البريطانية (الإنجليزية)